# 57471 Mariemarsina
57471 Mariemarsina este un asteroid din centura principală de asteroizi.

## Descriere
57471 Mariemarsina este un asteroid din centura principală de asteroizi. A fost descoperit pe 22 septembrie 2001 la Eskridge de Gary Hug. Asteroidul prezintă o orbită caracterizată de o semiaxă mare de 3,09 ua, o excentricitate de 0,16 și o înclinație de 6,3° în raport cu ecliptica.